# Ducati 748
Ducati 748 je motocykl kategorie superbike, vyvinutý firmou Ducati, vyráběný v letech 1994–2002. Nástupcem se stal model Ducati 749. Byl vlastně menší verzí modelu Ducati 916. Jediným rozdílem je rozměr zadní pneu (180/55-17 na rozdíl od 190/50-17 u 916).

## Varianty
Ducati vyráběla několik variant modelu 748, počínaje základním 748 Biposto z roku 1994, dále v letech 1995–1996 byl model 748 SP a v letech 1996–1999 748 SPS. Ty měly oproti základnímu modelu zadní tlumič Öhlins, plně plovoucí brzdové kotouče Brembo a motory měly chladič oleje.
V roce 2000 byly vyráběny 3 varianty:
Základní model 748 E v jedno- nebo dvoumístné variantě s třípaprskovými koly a rámem zlaté barvy.
Střední model 748 S s lehčími pětipaprskovými koly Marchesini v šedé barvě a s nastavitelnou hlavou řízení. Tlumiče byly od firmy Showa, motor byl z dřívějšího modelu SPS.
Vrcholem byl model 748 R, což byla závodní homologace vyrobená jen v omezeném počtu.
Dále byl vyroben velmi omezený počet plně závodních modelů 748 RS.

## Motor
Pohonnou jednotkou je pro Ducati typický dvouválec s osami válců svírajícími úhel 90 stupňů. Motor s objemem 748 cm³ (vrtání × zdvih je 88 × 61,5 mm) má čtyři ventily na válec a desmodromický rozvod.

## Technické parametry
- Rám: příhradový z chrommolybdenové oceli
- Suchá hmotnost: 196 kg
- Pohotovostní hmotnost: kg
- Maximální rychlost: 245 km/h
- Spotřeba paliva: l/100 km